# Amsterdam, Mpumalanga
Amsterdam, Mpumalanga este un oraș din Africa de Sud.